# Кубе, Юлий Леонтьевич
Юлий Леонтьевич Кубе (нем. Julius Gustav von Cube; 1815—1888) — российский юрист и вице-губернатор Курляндской (1857—1858) и Лифляндской (1858—1882) губерний.

## Биография
Родился 13 (25) августа 1815 года в Риге в семье Леонтия Ивановича (Иоганн-Людвиг-Фердинанд) Кубе (1788—1855), который спустя 6 лет после рождения сына занял должность Лифляндского вице-губернатора.
Учился в  Рижской губернской гимназии, но аттестат получил в 1835 году в 3-й Санкт-Петербургской гимназии. Затем изучал право: с 1835 по 1836 год — в Санкт-Петербургском и с 1836 по 1839 год — в Дерптском университете, окончив его кандидатом. В 1840 году он стал чиновником в канцелярии Рижского губернатора, затем служил в Лифляндском камеральном суде. С 1842 по 1850 год был чиновником канцелярии Министерства финансов. Затем он работал в банке, затем — в канцелярии министра императорского двора. В 1849 году был назначен членом комиссии по пересмотру Балтийского торгового порядка. С 1850 года он был чиновником по особым распоряжениям рижского губернатора.
В конце 1857 года был назначен вице-губернатором Курляндской губернии, а 13 мая 1858 года — вице-губернатором Лифляндской губернии, занимая эту должность почти 14 лет; 22 июля 1860 года был произведён в действительные статские советники. Одновременно, в 1860—1885 годах он был президентом Рижско-Динабургской железной дороги и директором Динабургско-Витебской железной дороги. 
Умер 18 сентября 1888 года в Баден-Бадене.

## Семья
Женился 27 ноября 1856 года в Риге на Александрине фон Вильперт. Их дети:
- Мария Вильгельмина Клара фон Кубе (03.08.1858, Рига — 04.06.1924, Баден-Баден)
- Иоганн (Иван) Людвиг Густав фон Кубе (27.11.1859, Рига — 15.11.1893, Меридиан)
- Луиза Иоганна Фанни фон Кубе (18.06.1861, Рига — 12.11.1945, Карлсруэ), замужем за Платоном Шилинским (1867–1918).